# История евреев в Праге

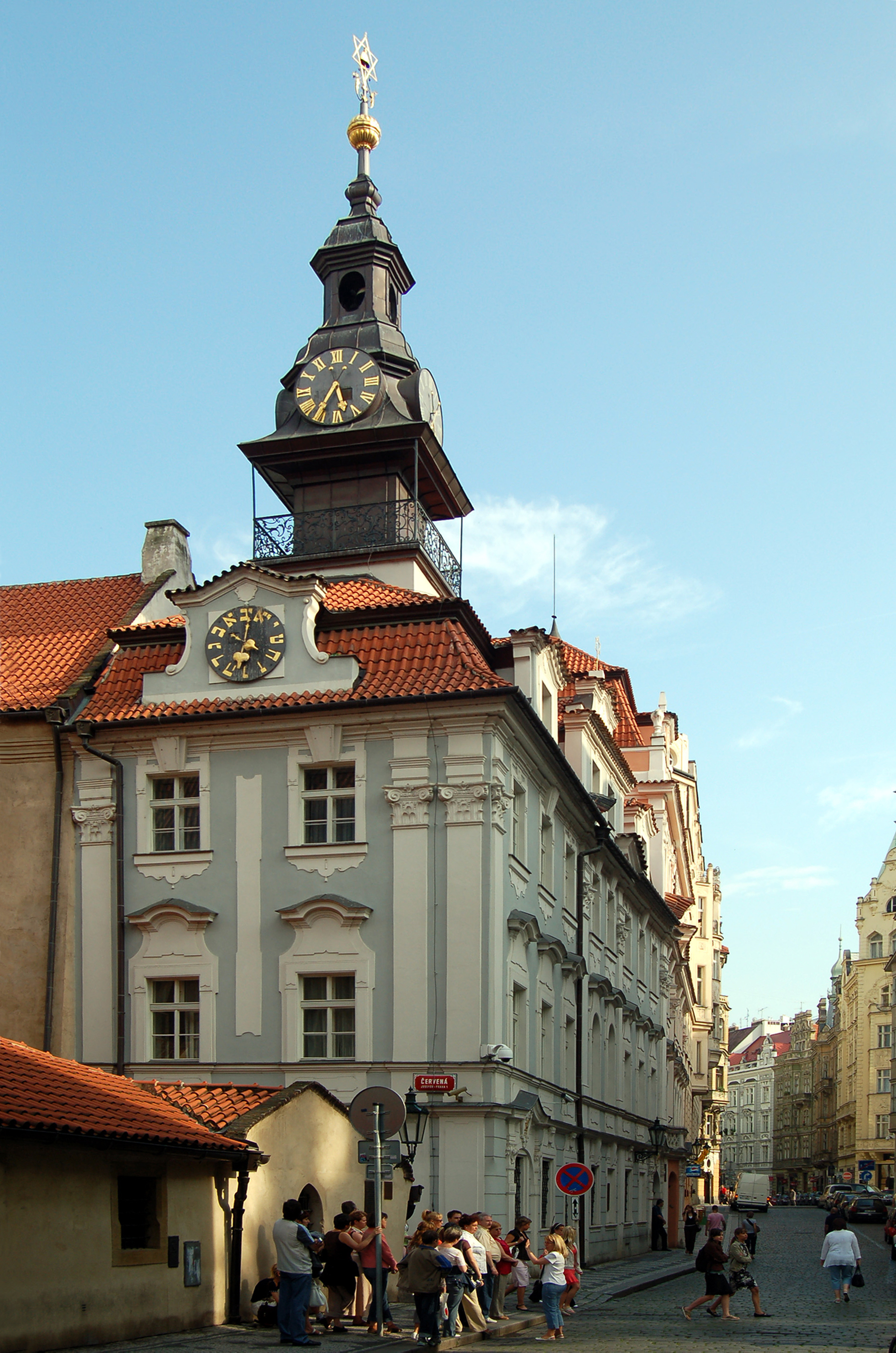
Еврейская ратуша, 1586, 1700-е

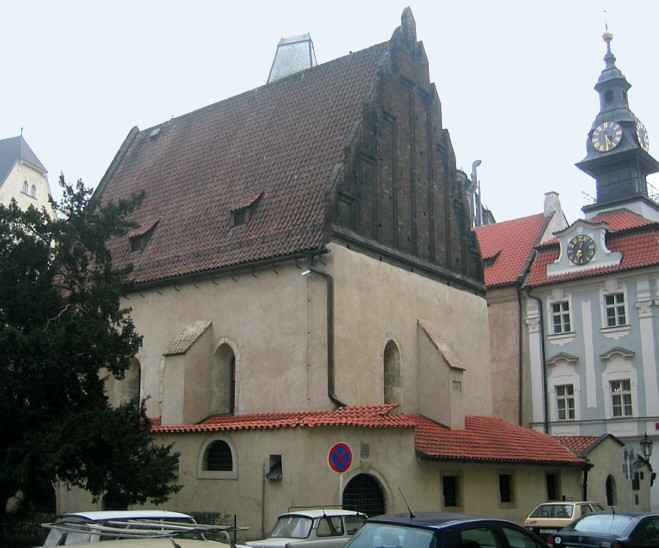
Староновая синагога, 1270

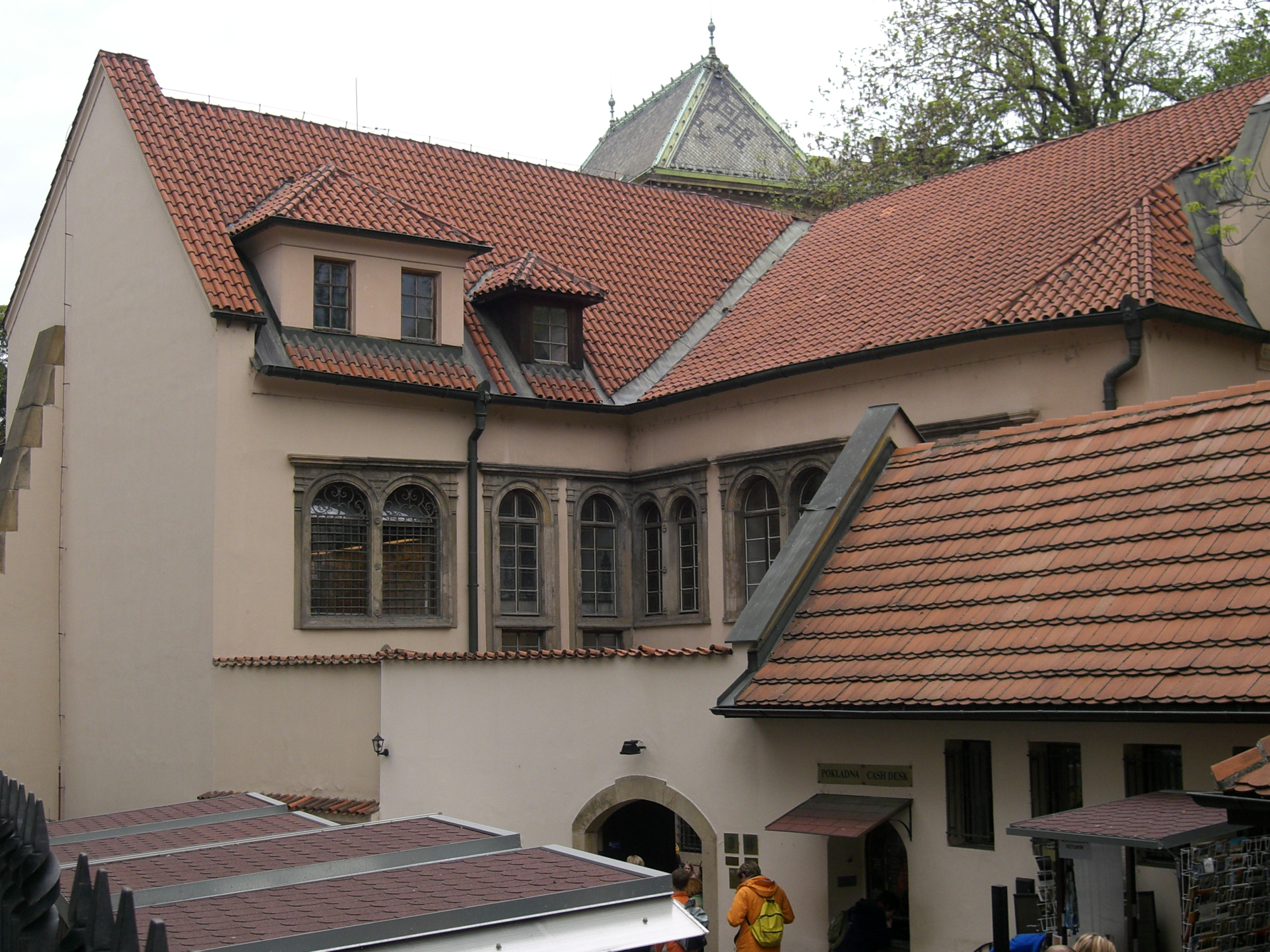
Пинкасова синагога, 1535

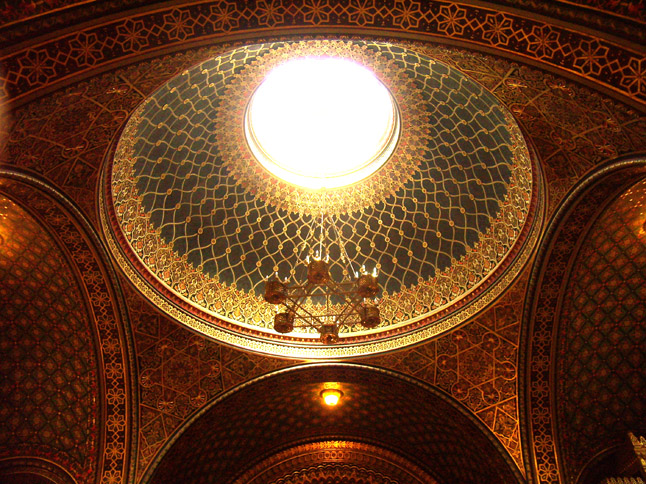
Испанская синагога, 1853

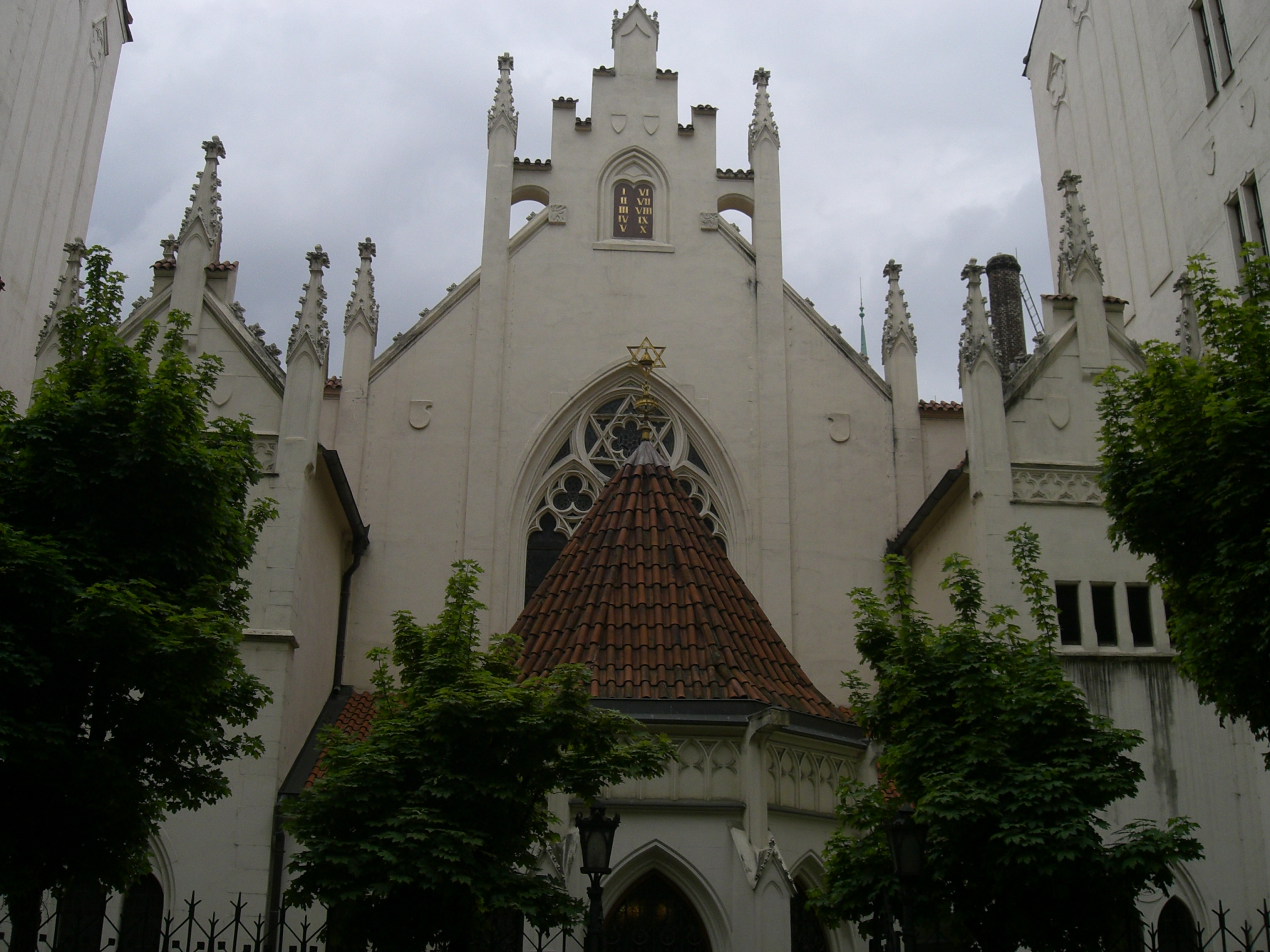
Майзелова синагога, 1893—1905

История евреев в Праге тесно связана как с историей самого города, так и с историей всего средневекового еврейства.

## Возникновение
Первые евреи в городе появились в X веке. Пражское гетто — одно из самых древних в Европе. В основном это были лавочники, прочие мелкие торговцы и ростовщики, расселившиеся у подножия гор Градчан или в Вышеграде. К XIII веку Прага стала одним из крупнейших центров европейского еврейства. Полноценный еврейский квартал образовался в Старом городе в середине XIII века. Евреи жили отдельно от христианского населения, поскольку власти стремились отстранить их от участия в политической жизни города, часто провоцируя антисемитские погромы. В это время появились Староновая синагога и Еврейское кладбище.

## Золотой векпражского еврейства
Благодаря высокому естественному приросту евреев в средние века число евреев в городе к началу XVII века достигло 15 тысяч, уступая по абсолютной величине лишь общине ладиноязычных евреев в городе Салоники (Османская империя). В этот период евреи составляли не менее 30 % населения Праги, превратив её в «город трёх народов» (чехов, немцев и евреев). Основным языком пражских евреев до конца XIX века был идиш, позже главным образом замещённый немецким языком. В ритуальных целях использовался ашкеназский вариант иврита. Влияние чешского языка усилилось лишь с XX века.
В 1597—1609 годах главным раввином Праги был Махарал (Йегуда Лёв Бен Бецалель). Он признан одним из величайших еврейских ученых Праги, а его могила на Старом еврейском кладбище со временем стала местом общееврейского паломничества. Взаимоотношения евреев с австрийскими властями были довольно напряжёнными. Так, императрица Мария Терезия в 1745 году издала указ об изгнании евреев из Праги, поскольку опасалась их сотрудничества с наступающей прусской армией (Война за австрийское наследство), что нанесло первый серьёзный удар по местному еврейскому сообществу. В 1748 году она же позволила евреям вернуться в город.
Евреи окончательно получили на чешской земле гражданские и политические права после революции 1848 года, когда австрийская верхушка пошла навстречу гражданским требованиям местного еврейства. В 1850 году Пражское гетто официально стало одним из административных кварталов Праги, получив название «Йозефов», поскольку именно австрийский император Иосиф II издал указы об уравнивании евреев в правах с христианским населением. На рубеже XIX-го и XX-го столетий значительная часть квартала была уничтожена во время расчистки и перепланировки бывших еврейских трущоб, но большая часть архитектурных памятников при этом сохранилась: 
- Староновая синагога,
- Пинкасова синагога,
- Майзелова синагога,
- Клаусовая синагога,
- Высокая синагога,
- Испанская синагога
- Еврейская ратуша,
- Старое еврейское кладбище[2].

## Упадок
К началу XX века, после массового притока чехов в столицу, евреи составляли уже только около 10 % населения города, при этом всё большее их количество переходило на чешский язык. По переписи 1910 года лишь 6,7 % населения столицы назвало родным немецкий язык.
Большая часть еврейского населения Праги была уничтожена во время Холокоста в ходе Второй мировой войны. Но память о них сохранилась на страницах шедевров мировой литературы — в сочинениях Франца Кафки, романе Майринка «Голем», рассказе Х. Л. Борхеса «Тайное чудо», картинах Роберта Гуттмана.